# 9919 Undset
A 9919 Undset (ideiglenes jelöléssel 1979 QF1) a Naprendszer kisbolygóövében található aszteroida. Claes-Ingvar Lagerkvist fedezte fel 1979. augusztus 22-én.